# 에릭 네닝거
에릭 네닝거(Eric Nenninger, 1978년 11월 19일 ~ )는 미국의 텔레비전 배우, 영화배우이다.
세인트루이스에서 태어났다.

## 방송
- 제너레이션 킬

## 영화
- 샷건 웨딩 (2013년)
- 아미쉬 그레이스 (2010년) - 스테이트 트루퍼 역
- 글로리 데이즈(영어판) (2010년) - 데이먼 스미시 역
- 리컨실리에이션 (2009년) - 그랜트 역
- 제너레이션 킬 (2008년)
- 지퍼스 크리퍼스 2 (2003년) - 스콧 역
- CSI 라스베가스 시즌1 (2000년)
- 말콤네 좀 말려줘 (2000년)